# Вилхелм Желязната Ръка
Вилхелм Желязната Ръка (на френски: Guillaume Bras-de-Fer, на английски: William Iron Arm, на италиански: Guglielmo Braccio di Ferro; на сицилиански: Gugghiermu Vrazzu di Ferru; * 1010/1020, Котантен, Франция; † май/септември 1046, Пулия, Италия) от норманския род Отвили, е от 1042 до 1046 г. граф на Апулия.

## Биография
Той е син на Танкред II дьо Отвил и първата му съпруга Муриела.
Заедно с брат си Дрогон († 1051) той напуска Нормандия и отива в Южна Италия. Те се бият като наемници на страната на византийците за освобождението на Сицилия от арабите. По време на обсадата на Сиракуза през 1038 г. Вилхелм получава прозвището „Желязната Ръка“. Другият му брат Хумфред, († 1057) също пристига в Италия.
Гвемар IV от Салерно е провъзгласен от норманите за херцог на Апулия и Калабрия. Той назначава Вилхелм I за граф на Мелфи.
Вилхелм се жени през септември 1042 г. за Джуида ди Салерно, дъщеря на херцог Гуи ди Салерно.
Вилхелм Желязната ръка умира през 1046 г. и брат му Дрогон става негов наследник.